# Cara Silverman
Cara Ruth Silverman (* 24. September 1959; † 22. September 2014) war eine US-amerikanische Filmeditorin.

## Leben
Schon während ihrer Schulzeit arbeitete Cara Silverman beim lokalen Fernsehen als Rechercheurin, wobei sie oft mit den Leuten der Dokumentationscrews zusammenarbeitete, weswegen sie als Assistentin engagiert wurde. So arbeitete sie parallel zu ihrem Studium der Politikwissenschaften an der American University, welche sie von 1986 bis 1989 besuchte, bereits als Schnittassistent an Filmen wie Draculas Witwe und Der Prinz von Pennsylvania. Letztmals als erste Schnittassistentin arbeitete sie beim Filmschnitt von Kap der Angst unter der Führung der Oscarpreisträgerin Thelma Schoonmaker. Nach eigenen Angaben war dies die bis dahin lehrreichste Zeit für Silverman. (it was like going to film school. It was extraordinary.).
Mit Filmen wie Blown Sideways Through Life, Crazy Party Girl und Jeffrey übernahm sie erstmals eigenverantwortlich den Filmschnitt. Als 1998 ein Autorenstreik in New York ausbrach, wechselte sie ihren Wohnort zeitweise nach Los Angeles, wo sie Filme wie Hals über Kopf, Der Super-Guru und Er steht einfach nicht auf Dich schnitt. Seit dem Jahr 2003 lebte sie permanent in Los Angeles.
Silverman arbeitete an zahlreichen Projekten, als sie am 22. September 2014 zwei Tage vor ihrem 55. Geburtstag unvermittelt verstarb.

## Filmografie (Auswahl)
- 1988: Der Prinz von Pennsylvania (The Prince of Pennsylvania) (Schnitt-Assistenz)
- 1988: Draculas Witwe (Dracula's Widow) (Schnitt-Assistenz)
- 1991: Kap der Angst (Cape Fear) (Schnitt-Assistenz)
- 1995: Blown Sideways Through Life
- 1995–1996: Central Park West (Fernsehserie, 6 Episoden)
- 1995: Crazy Party Girl (Party Girl)
- 1995: Jeffrey
- 1997: Touch
- 1998: Permanent Midnight – Voll auf Droge (Permanent Midnight)
- 1999: The Best Man – Hochzeit mit Hindernissen (The Best Man)
- 2001: Hals über Kopf (Head Over Heels)
- 2002: Der Super-Guru (The Guru)
- 2003: Malibu’s Most Wanted
- 2004: Cinderella Story (A Cinderella Story)
- 2005: The Perfect Man
- 2009: Er steht einfach nicht auf Dich (He’s Just Not That Into You)
- 2009: Keith
- 2009: Zeit der Trauer (The Greatest)
- 2010: Super – Shut Up, Crime! (Super)
- 2012: Der Ruf der Wale (Big Miracle)
- 2013: Movie 43 (Segment Beezel)
- 2014: Always Woodstock
- 2014: Divide & Conquer (Fernsehfilm)